# عبد الرحمن ديريه
سلطان عبد الرحمن جراد ديريه (بالصومالية: Suldaan Cabdiraxmaan Garaad Diiriye)‏ كان سلطان عشيرة هبر أوال إسحاق وأول زعيم من هبر أوال يتبنى لقب السلطان بدلاً من الجراد. شخصية مؤثرة شاركت بشكل كبير في الدفاع عن شعب أرض الصومال البريطانية وحقوقهم.

## سيرة شخصية

### نشأته
من فرع أحمد عبد الله من هبر أوال سعد موسى، توج عبد الرحمن سلطاناً بعد وفاة والده جرعد ديريا. كان السلطان عبد الرحمن يشبه إلى حد كبير والده في شغل دور صانع السلام، إلا أنه كان أكثر نشاطًا في شؤون المحمية.

### انقسام عيسى موسى
خلال فترة حكمه، انقسم عيسى موسى وتوج سلطانهم على الرغم من استمرار الاعتراف بعبد الرحمن باعتباره السلطة النهائية لهم في الهبر الأول. عندما حاول العيدجال مداهمة عيسى موسى، انضم ابن سلطان هبر يونس إلى الغارة وعندما تمت ملاحقة المغيرين قُتل. اقترب سلطان هبر يونس من عبد الرحمن لحل الخلاف وأراد منه إجبار عيسى موسى على دفع ماج مقابل ابن السلطان. وفقًا للتقليد الصومالي التقليدي، لا يتم دفع تعويضات الزير عندما يُقتل شخص دفاعًا عن النفس. فرفض عيسى موسى وضربوا دروعهم في نفي حكم عبد الرحمن.
وقف سيسمان هاريي شاعرًا وتلا الجرار التالي مؤكداً احترامه لكنه يختلف مع السلطان عبد الرحمن. بعد ذلك، غادر عيسى موسى واستمر في تتويج السلطان الأول، السلطان كوشين في عام 1949 بمناسبة استقلالهم عن إخوانهم الأكبر سعد موسى. 

### وفد هود
في عام 1955، كان سلطان عبد الرحمن ديريا عضوا في فريق 4 من السياسيين والسلاطين إلى لندن، المملكة المتحدة. كان هدفهم تقديم التماس والضغط على الحكومة البريطانية لإعادة أراضي المعاهدة المفقودة المعروفة باسم «هود (منطقة)» التي تم التنازل عنها للإمبراطورية الإثيوبية خلال المعاهدة الأنجلو الإثيوبية لعام 1954.

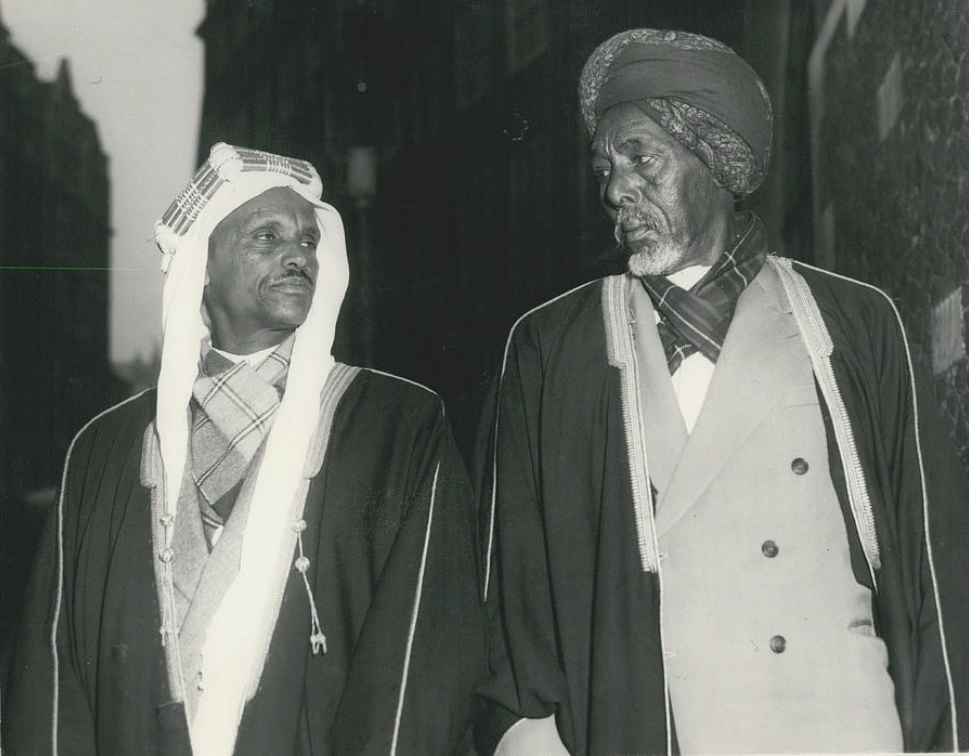
السلطان عبد الرحمن ديريا وعبدالله ديريا في لندن 1955

كتب المؤرخ جاما محمد في كتابه السياسات الإمبريالية والقومية في إنهاء استعمار أرض الصومال، 1954-1960:
قامت الجبهة القومية المتحدة بحملة من أجل عودة الأراضي في كل من أرض الصومال وخارجها. في مارس 1955، على سبيل المثال، ذهب وفد مؤلف من مايكل ماريانو وأبوكور حاجي فرح وعبدي ضاهر إلى مقديشو لكسب دعم وتعاون الجماعات القومية في الصومال. وفي فبراير ومايو 1955 قام وفد آخر مكون من سلاطين تقليديين (السلطان عبد الله سلطان ديريا، وسلطان عبد الرحمن سلطان ديريا) واثنين من السياسيين المعتدلين المتعلمين في الغرب (مايكل ماريانو وعبد الرحمن علي محمد دوبي) بزيارة لندن ونيويورك. خلال جولتهم في لندن، التقوا رسميًا وناقشوا هذه المسألة مع وزير الدولة لشؤون المستعمرات، آلان لينوكس بويد. أخبروا لينوكس بويد عن المعاهدات الأنجلو-صومالية لعام 1885. صرح مايكل ماريانو، بموجب الاتفاقيات، أن الحكومة البريطانية «تعهدت بعدم التنازل أو البيع أو الرهن العقاري أو التنازل عن أي جزء من الأراضي التي تسكنها أو تحت سيطرتها، باستثناء الحكومة البريطانية». لكن الشعب الصومالي الآن «سمع أن أرضه كانت تُمنح لإثيوبيا بموجب المعاهدة الأنجلو-إثيوبية لعام 1897». ومع ذلك، كانت تلك المعاهدة «تتعارض» مع المعاهدات الأنجلو-صومالية «التي كانت لها الأسبقية في الوقت المناسب» على المعاهدة الأنجلو-إثيوبية لعام 1897. لقد تجاوزت الحكومة البريطانية سلطاتها عندما أبرمت معاهدة عام 1897 و... لم تكن معاهدة عام 1897 ملزمة للقبائل. وأضاف سلطان عبد الله أن اتفاقية عام 1954 كانت بمثابة «صدمة كبيرة للشعب الصومالي» حيث لم يتم إخبارهم بالمفاوضات، ومنذ أن كانت الحكومة البريطانية تدير المنطقة منذ عام 1941. وطالب المندوبون، على حد تعبير سلطان عبد الرحمن، بتأجيل تنفيذ الاتفاقية «لمنح الوفد الوقت لطرح قضيته» في البرلمان والمنظمات الدولية. 

### ما بعد الاستقلال والموت
بعد نهاية أرض الصومال البريطانية والتوحيد اللاحق في عام 1960. تم القبض على سلطان عبد الرحمن في وقت لاحق واستهدافه من قبل السلطات الصومالية في عام 1965 إلى جانب شخصيات بارزة أخرى من هبر أوال بعد اتهامه بدعم الإثيوبي هبر أوالس في الاشتباكات العشائرية. وانتشر الجيش الوطني الصومالي عبر الحدود وضد أقسام من العشيرة قبل أن يتدخل الجيش الإثيوبي ويصدهم. كانت هناك حركة جماهيرية من قبل الهبر الأول ضد هذه الحركة ودفاعًا عن سلطانهم الذي أطلق سراحه في النهاية. توفي عبد الرحمن لاحقًا في أوائل الستينيات وخلفه ابنه سلطان كابديريزاق.